# Ameerega andina
Espèce
Synonymes
- Epipedobates andinus Myers & Burrowes, 1987
- Dendrobates andinus (Myers & Burrowes, 1987)
- Paruwrobates andinus (Myers & Burrowes, 1987)

Statut de conservation UICN

 DD  : Données insuffisantes
Statut CITES
Ameerega andina est une espèce d'amphibiens de la famille des Dendrobatidae.

## Répartition
Cette espèce est endémique du département de Nariño en Colombie. Elle se rencontre entre 1 700 et 2 020 m d'altitude sur le versant Ouest de la cordillère Occidentale.

## Description
Les mâles mesurent de 19,5 à 20,1 mm et les femelles de 20,7 à 21,5 mm.

## Étymologie
Son nom d'espèce lui a été donné en référence au lieu de sa découverte, les Andes.

## Publication originale
- Myers & Burrowes, 1987 : A new poison frog (Dendrobates) from Andean Colombia : with notes on a lowland relative. American Museum novitates, no 2899, p. 1-17 (texte intégral).